# Melinda nepalica
Melinda nepalica este o specie de muște din genul Melinda, familia Calliphoridae, descrisă de Hiromu Kurahashi și Thapa în anul 1994.
Este endemică în Nepal. Conform Catalogue of Life specia Melinda nepalica nu are subspecii cunoscute.